# Eupithecia kuldschaensis
Eupithecia kuldschaensis là một loài bướm đêm trong họ Geometridae.